# 伏允
伏允（ふくいん、生年不詳 - 635年）は、吐谷渾の首長。歩薩鉢と号した。隋の侵攻を受けてその領土を失ったが、隋末唐初の混乱に乗じて旧領を回復した。のちに唐の太宗の侵攻を招いて敗死した。

## 生涯
夸呂の子として生まれた。597年、兄の世伏が殺害されると、伏允が後を嗣いだ。隋に使者を派遣して廃立を報告し、レビラト婚の慣習により兄の妻であった光化公主を自分の妻とすることを願い出て文帝に許可された。以来吐谷渾は毎年朝貢にやってきて、隋の国情を探ろうとしたので、文帝はこれを嫌った。煬帝が即位すると、伏允はその子の慕容順を隋に派遣した。ときに鉄勒が隋の国境を侵犯し、煬帝は将軍の馮孝慈を敦煌に出兵させてその侵攻を防がせたが、馮孝慈は敗れた。鉄勒が隋に使者を派遣して講和を願い出たので、煬帝は黄門侍郎の裴矩を派遣して鉄勒を慰撫し、吐谷渾を攻撃するよう仕向けた。鉄勒は承諾し、兵を率いて吐谷渾を襲撃して敗った。 伏允は東に逃走し、西平郡の境に駐屯した。608年、煬帝は安徳王楊雄を澆河に進出させ、許公宇文述を西平郡に進出させて伏允を半包囲すると、吐谷渾軍を撃破した。 伏允は逃走し、吐谷渾の部落で隋に降る者は10万人あまり、捕らえられた家畜は30万頭に及んだ。宇文述が急追したため、伏允は恐れて南方の山谷のあいだに隠れた。吐谷渾の領土は主がいなくなり、西平郡の臨羌城より西、且末郡より東、祁連山脈より南、雪山より北の東西4000里、南北2000里の地は隋が領有することになった。隋の郡県や軍隊の駐屯地が置かれて、軽犯の者が移住させられた。伏允は部下数千騎を率いて党項に亡命した。
隋末唐初の戦乱で中国が混乱すると、伏允は旧領にもどった。たびたび河西回廊に侵攻したが、郡県は防ぐことができなかった。李軌が涼州に割拠すると、唐の高祖李淵は吐谷渾に使者を派遣して伏允と盟約を結び、李軌を攻撃させるため慕容順を釈放して帰国させることをほのめかした。 伏允は兵を起こして李軌を攻撃し、庫門で戦って両軍撤退した。伏允はたびたび唐に遣使して朝貢し、慕容順の帰国を求めた。高祖はこれに応じて慕容順を帰国させた。
唐の太宗李世民が即位すると、伏允は洛陽公を長安に派遣したが、使者が帰る前に鄯州に侵入して略奪して去った。太宗は使者を派遣してこのことを責め、伏允の入朝を求めたが、伏允は病と称して入朝しなかった。伏允の子の尊王が唐の公主との婚姻を求めていたので、太宗は尊王を長安に迎えてつなぎとめようとしたが、尊王もまた病と称して入朝しなかった。太宗は婚約を破棄し、中郎将の康処直を吐谷渾に派遣して利害を説かせた。 634年、伏允は再び兵を出して蘭州と廓州を攻撃した。太宗は段志玄を派遣したが、段志玄が戦闘を望まず軍を進めなかったため、吐谷渾軍は青海の牧馬を駆って逃走した。亜將の李君羨が精鋭の騎兵を率いて別路を取り、吐谷渾軍を青海湖の南の懸水鎮で撃破した。このころ伏允は老齢で、その臣下の天柱王に言いなりになっていた。太宗はたびたび使者を派遣したが、伏允は翻意せず、唐の鴻臚丞の趙徳楷を抑留するなどした。
635年、太宗は李靖を西海道行軍大総管とし、侯君集を積石道行軍総管とし、任城王李道宗を鄯州道行軍総管とし、李大亮を且末道行軍総管とし、李道彦を赤水道行軍総管とし、高甑生を塩沢道行軍総管として、突厥・契苾の兵とともに吐谷渾に侵攻した。吐谷渾軍は連戦連敗し、李靖らは赤海まで進軍して天柱王の部落を破り、河源に達した。伏允は西方に逃走して于闐に入ろうとしたが、唐軍の追撃を受けて磧中に逃れ、自ら縊死した。

## 参考資料
- 『隋書』西域伝
- 『北史』四夷伝下
- 『旧唐書』西戎伝
- 『新唐書』西域伝上